# American Le Mans Monterey 2011
Navigation
Édition précédente Édition suivante
L'American Le Mans Monterey 2011 (officiellement appelé le 2011 ModSpace American Le Mans Monterey presented by Patrón) a été une course de voitures de sport organisée sur le Mazda Raceway Laguna Seca le 17 septembre 2011. C'était la huitième et avant dernière manche de la saison 2011 du championnat American Le Mans Series.

## Qualifications
| Pos. | Classe | N°  | Écurie                            | Pilote                | Temps           | Grille |
| ---- | ------ | --- | --------------------------------- | --------------------- | --------------- | ------ |
| 1    | LMP1   | 16  | Dyson Racing Team                 | Guy Smith             | 1:13.927        | 1      |
| 2    | LMP1   | 20  | Oryx Dyson Racing                 | Steven Kane           | 1:14.621        | 2      |
| 3    | LMP1   | 007 | Aston Martin Racing               | Adrián Fernández      | 1:14.827        | 3      |
| 4    | LMP1   | 6   | Muscle Milk Aston Martin Racing   | Klaus Graf            | 1:15.564        | 4      |
| 5    | LMP2   | 055 | Level 5 Motorsports               | Christophe Bouchut    | 1:16.688        | 5      |
| 6    | LMP1   | 12  | Autocon                           | Tony Burgess          | 1:18.379        | 6      |
| 7    | LMPC   | 89  | Intersport Racing (en)            | Kyle Marcelli         | 1:18.844        | 7      |
| 8    | LMPC   | 06  | CORE Autosport                    | Gunnar Jeannette      | 1:19.238        | 8      |
| 9    | LMPC   | 63  | Genoa Racing                      | Eric Lux              | 1:19.423        | 9      |
| 10   | LMPC   | 05  | CORE Autosport                    | Andy Wallace          | 1:20.028        | 10     |
| 11   | LMPC   | 52  | PR1/Mathiasen Motorsports         | Henri Richard         | 1:20.779        | 11     |
| 12   | GT     | 56  | BMW Team RLL                      | Joey Hand             | 1:22.226        | 12     |
| 13   | GT     | 4   | Corvette Racing                   | Oliver Gavin          | 1:23.124        | 13     |
| 14   | GT     | 55  | BMW Team RLL                      | Bill Auberlen         | 1:23.132        | 14     |
| 15   | GT     | 02  | Extreme Speed Motorsports         | Guy Cosmo             | 1:23.367        | 15     |
| 16   | GT     | 45  | Flying Lizard Motorsports         | Patrick Long          | 1:23.368        | 16     |
| 17   | GT     | 01  | Extreme Speed Motorsports         | Johannes van Overbeek | 1:23.386        | 17     |
| 18   | GT     | 62  | Risi Competizione                 | Toni Vilander         | 1:23.518        | 18     |
| 19   | GT     | 3   | Corvette Racing                   | Olivier Beretta       | 1:23.566        | 19     |
| 20   | GT     | 17  | Team Falken Tire (en)             | Bryan Sellers         | 1:23.758        | 20     |
| 21   | GT     | 48  | Paul Miller Racing                | Sascha Maassen        | 1:24.133        | 21     |
| 22   | GT     | 99  | JaguarRSR                         | Kenny Wilden          | 1:24.383        | 22     |
| 23   | GT     | 44  | Flying Lizard Motorsports         | Seth Neiman           | 1:27.829        | 23     |
| 24   | GTC    | 54  | Black Swan Racing                 | Jeroen Bleekemolen    | 1:27.850        | 24     |
| 25   | GTC    | 34  | Green Hornet/Black Swan Racing    | Damien Faulkner       | 1:28.152        | 25     |
| 26   | GTC    | 66  | TRG                               | Spencer Pumpelly      | 1:28.386        | 26     |
| 27   | GTC    | 30  | NGT Motorsport                    | Martin Ragginger (de) | 1:28.617        | 27     |
| 28   | GTC    | 68  | TRG                               | Dion von Moltke       | 1:28.796        | 28     |
| 29   | GTC    | 11  | JDX Racing                        | Nick Ham              | 1:28.870        | 29     |
| 30   | GTC    | 23  | Alex Job Racing                   | Shane Lewis           | 1:29.194        | 30     |
| 31   | GTC    | 32  | GMG Racing                        | James Sofronas        | 1:29.334        | 31     |
| 32   | GTC    | 31  | Competition Motorsports           | Cort Wagner           | 1:29.532        | 32     |
| 33   | LMPC   | 18  | Performance Tech Motorsports      | Anthony Nicolosi      | 10:07.530       | 33     |
| 34   | LMPC   | 37  | Intersport Racing (en)            | Pas de temps          | Pas de temps    | 34     |
| 35   | GT     | 98  | JaguarRSR                         | Pas de temps          | Pas de temps    | 36     |
| 36   | UNC    | 911 | Porsche Motorsports North America | No Pas de temps       | No Pas de temps | 35     |

## Course
Voici le classement provisoire au terme de la course.

- Les vainqueurs de chaque catégorie sont signalés par un fond jauni.
- Pour la colonne Pneus, il faut passer le curseur au-dessus du modèle pour connaître le manufacturier de pneumatiques.

| Pos.   | Cat  | n°  | Equipe                            | Pilotes                                              | Châssis                                | Pneus | Tours |
| Pos.   | Cat  | n°  | Equipe                            | Pilotes                                              | Moteur                                 | Pneus | Tours |
| ------ | ---- | --- | --------------------------------- | ---------------------------------------------------- | -------------------------------------- | ----- | ----- |
| 1      | LMP1 | 007 | Aston Martin Racing               | Adrián Fernández Harold Primat Stefan Mücke          | Lola-Aston Martin B09/60               | M     | 248   |
| 1      | LMP1 | 007 | Aston Martin Racing               | Adrián Fernández Harold Primat Stefan Mücke          | Aston Martin 6.0 L V12                 | M     | 248   |
| 2      | LMP1 | 16  | Dyson Racing Team                 | Chris Dyson Guy Smith Jay Cochran                    | Lola B09/86                            | D     | 245   |
| 2      | LMP1 | 16  | Dyson Racing Team                 | Chris Dyson Guy Smith Jay Cochran                    | Mazda MZR-R 2.0L I4 Turbo (Isobutanol) | D     | 245   |
| 3      | LMP1 | 20  | Oryx Dyson Racing Team            | Humaid Al Masaood Steven Kane Butch Leitzinger       | Lola B09/86                            | D     | 245   |
| 3      | LMP1 | 20  | Oryx Dyson Racing Team            | Humaid Al Masaood Steven Kane Butch Leitzinger       | Mazda MZR-R 2.0L I4 Turbo (Isobutanol) | D     | 245   |
| 4      | LMP2 | 055 | Level 5 Motorsports               | Scott Tucker Christophe Bouchut Luis Díaz            | HPD ARX-01g                            | M     | 241   |
| 4      | LMP2 | 055 | Level 5 Motorsports               | Scott Tucker Christophe Bouchut Luis Díaz            | HPD HR28TT 2.8 L V6 Turbo              | M     | 241   |
| 5      | LMPC | 63  | Genoa Racing                      | Eric Lux Elton Julian Michael Guasch                 | Oreca FLM09                            | M     | 241   |
| 5      | LMPC | 63  | Genoa Racing                      | Eric Lux Elton Julian Michael Guasch                 | Chevrolet LS3 6.2 L V8                 | M     | 241   |
| 6      | LMPC | 06  | CORE Autosport                    | Gunnar Jeannette Ricardo González Rudy Junco         | Oreca FLM09                            | M     | 241   |
| 6      | LMPC | 06  | CORE Autosport                    | Gunnar Jeannette Ricardo González Rudy Junco         | Chevrolet LS3 6.2 L V8                 | M     | 241   |
| 7      | LMPC | 89  | Intersport Racing (en)            | Kyle Marcelli Chapman Ducote David Ducote            | Oreca FLM09                            | M     | 239   |
| 7      | LMPC | 89  | Intersport Racing (en)            | Kyle Marcelli Chapman Ducote David Ducote            | Chevrolet LS3 6.2 L V8                 | M     | 239   |
| 8      | LMPC | 05  | CORE Autosport                    | Jon Bennett Frankie Montecalvo Andy Wallace          | Oreca FLM09                            | M     | 239   |
| 8      | LMPC | 05  | CORE Autosport                    | Jon Bennett Frankie Montecalvo Andy Wallace          | Chevrolet LS3 6.2 L V8                 | M     | 239   |
| 9      | LMPC | 37  | Intersport Racing (en)            | Luca Moro Tomy Drissi Ricardo Vera                   | Oreca FLM09                            | M     | 237   |
| 9      | LMPC | 37  | Intersport Racing (en)            | Luca Moro Tomy Drissi Ricardo Vera                   | Chevrolet LS3 6.2 L V8                 | M     | 237   |
| 10     | UNC  | 911 | Porsche Motorsports North America | Romain Dumas Richard Lietz                           | Porsche 997 GT3-R Hybrid               | M     | 236   |
| 10     | UNC  | 911 | Porsche Motorsports North America | Romain Dumas Richard Lietz                           | Porsche 4.0 L Flat-6 (Hybrid)          | M     | 236   |
| 11     | GT   | 45  | Flying Lizard Motorsports         | Jörg Bergmeister Patrick Long                        | Porsche 911 GT3 RSR                    | M     | 236   |
| 11     | GT   | 45  | Flying Lizard Motorsports         | Jörg Bergmeister Patrick Long                        | Porsche 4.0 L Flat-6                   | M     | 236   |
| 12     | GT   | 56  | BMW Team RLL                      | Dirk Müller Joey Hand                                | BMW M3 GT2                             | D     | 236   |
| 12     | GT   | 56  | BMW Team RLL                      | Dirk Müller Joey Hand                                | BMW 4.0 L V8                           | D     | 236   |
| 13     | GT   | 01  | Extreme Speed Motorsports         | Scott Sharp Johannes van Overbeek                    | Ferrari 458 Italia GT2                 | M     | 236   |
| 13     | GT   | 01  | Extreme Speed Motorsports         | Scott Sharp Johannes van Overbeek                    | Ferrari 4.5 L V8                       | M     | 236   |
| 14     | GT   | 55  | BMW Team RLL                      | Bill Auberlen Dirk Werner                            | BMW M3 GT2                             | D     | 236   |
| 14     | GT   | 55  | BMW Team RLL                      | Bill Auberlen Dirk Werner                            | BMW 4.0 L V8                           | D     | 236   |
| 15     | GT   | 4   | Corvette Racing                   | Oliver Gavin Jan Magnussen                           | Chevrolet Corvette C6.R                | M     | 236   |
| 15     | GT   | 4   | Corvette Racing                   | Oliver Gavin Jan Magnussen                           | Chevrolet 5.5 L V8                     | M     | 236   |
| 16     | GT   | 62  | Risi Competizione                 | Jaime Melo Toni Vilander                             | Ferrari 458 Italia GT2                 | M     | 236   |
| 16     | GT   | 62  | Risi Competizione                 | Jaime Melo Toni Vilander                             | Ferrari 4.5 L V8                       | M     | 236   |
| 17     | LMPC | 18  | Performance Tech Motorsports      | Anthony Nicolosi Jarrett Boon Jan-Dirk Lueders       | Oreca FLM09                            | M     | 235   |
| 17     | LMPC | 18  | Performance Tech Motorsports      | Anthony Nicolosi Jarrett Boon Jan-Dirk Lueders       | Chevrolet LS3 6.2 L V8                 | M     | 235   |
| 18     | GT   | 3   | Corvette Racing                   | Olivier Beretta Tommy Milner                         | Chevrolet Corvette C6.R                | M     | 235   |
| 18     | GT   | 3   | Corvette Racing                   | Olivier Beretta Tommy Milner                         | Chevrolet 5.5 L V8                     | M     | 235   |
| 19     | LMPC | 52  | PR1/Mathiasen Motorsports         | Ken Dobson Henri Richard Rene Villeneuve             | Oreca FLM09                            | M     | 232   |
| 19     | LMPC | 52  | PR1/Mathiasen Motorsports         | Ken Dobson Henri Richard Rene Villeneuve             | Chevrolet LS3 6.2 L V8                 | M     | 232   |
| 20     | GT   | 02  | Extreme Speed Motorsports         | Ed Brown Guy Cosmo                                   | Ferrari 458 Italia GT2                 | M     | 231   |
| 20     | GT   | 02  | Extreme Speed Motorsports         | Ed Brown Guy Cosmo                                   | Ferrari 4.5 L V8                       | M     | 231   |
| 21     | GT   | 44  | Flying Lizard Motorsports         | Seth Neiman Marco Holzer                             | Porsche 911 GT3 RSR                    | M     | 230   |
| 21     | GT   | 44  | Flying Lizard Motorsports         | Seth Neiman Marco Holzer                             | Porsche 4.0 L Flat-6                   | M     | 230   |
| 22     | GT   | 48  | Paul Miller Racing                | Bryce Miller Sascha Maassen                          | Porsche 911 GT3 RSR                    | Y     | 224   |
| 22     | GT   | 48  | Paul Miller Racing                | Bryce Miller Sascha Maassen                          | Porsche 4.0 L Flat-6                   | Y     | 224   |
| 23     | GTC  | 66  | TRG                               | Duncan Ende (en) Spencer Pumpelly Peter Ludwig       | Porsche 911 GT3 Cup                    | Y     | 222   |
| 23     | GTC  | 66  | TRG                               | Duncan Ende (en) Spencer Pumpelly Peter Ludwig       | Porsche 4.0 L Flat-6                   | Y     | 222   |
| 24     | GTC  | 54  | Black Swan Racing                 | Tim Pappas Jeroen Bleekemolen Sebastiaan Bleekemolen | Porsche 911 GT3 Cup                    | Y     | 222   |
| 24     | GTC  | 54  | Black Swan Racing                 | Tim Pappas Jeroen Bleekemolen Sebastiaan Bleekemolen | Porsche 4.0 L Flat-6                   | Y     | 222   |
| 25     | GTC  | 34  | Green Hornet Black Swan Racing    | Peter LeSaffre Damien Faulkner                       | Porsche 911 GT3 Cup                    | Y     | 221   |
| 25     | GTC  | 34  | Green Hornet Black Swan Racing    | Peter LeSaffre Damien Faulkner                       | Porsche 4.0 L Flat-6                   | Y     | 221   |
| 26 DNF | LMP1 | 12  | Autocon                           | Tony Burgess Chris McMurry Bryan Willman             | Lola B06/10                            | D     | 220   |
| 26 DNF | LMP1 | 12  | Autocon                           | Tony Burgess Chris McMurry Bryan Willman             | AER P32C 4.0 L V8 Turbo (Isobutanol)   | D     | 220   |
| 27     | GTC  | 23  | Alex Job Racing                   | Bill Sweedler Brian Wong Shane Lewis                 | Porsche 911 GT3 Cup                    | Y     | 220   |
| 27     | GTC  | 23  | Alex Job Racing                   | Bill Sweedler Brian Wong Shane Lewis                 | Porsche 4.0 L Flat-6                   | Y     | 220   |
| 28     | GTC  | 32  | GMG Racing                        | James Sofronas Alex Welch                            | Porsche 911 GT3 Cup                    | Y     | 220   |
| 28     | GTC  | 32  | GMG Racing                        | James Sofronas Alex Welch                            | Porsche 4.0 L Flat-6                   | Y     | 220   |
| 29     | GTC  | 68  | TRG                               | Kevin Buckler (en) Emilio Di Guida Dion von Moltke   | Porsche 911 GT3 Cup                    | Y     | 216   |
| 29     | GTC  | 68  | TRG                               | Kevin Buckler (en) Emilio Di Guida Dion von Moltke   | Porsche 4.0 L Flat-6                   | Y     | 216   |
| 30     | GTC  | 30  | NGT Motorsports                   | Martin Ragginger Carlos Kauffman Henrique Cisneros   | Porsche 911 GT3 Cup                    | Y     | 215   |
| 30     | GTC  | 30  | NGT Motorsports                   | Martin Ragginger Carlos Kauffman Henrique Cisneros   | Porsche 4.0 L Flat-6                   | Y     | 215   |
| 31     | GTC  | 11  | JDX Racing                        | Nick Ham Chris Thompson Scott Blackett               | Porsche 911 GT3 Cup                    | Y     | 213   |
| 31     | GTC  | 11  | JDX Racing                        | Nick Ham Chris Thompson Scott Blackett               | Porsche 4.0 L Flat-6                   | Y     | 213   |
| 32     | LMP1 | 6   | Muscle Milk Aston Martin Racing   | Lucas Luhr Klaus Graf                                | Lola-Aston Martin B08/62               | M     | 200   |
| 32     | LMP1 | 6   | Muscle Milk Aston Martin Racing   | Lucas Luhr Klaus Graf                                | Aston Martin 6.0 L V12                 | M     | 200   |
| 33 DNF | GT   | 99  | Jaguar RSR                        | Bruno Junqueira Kenny Wilden                         | Jaguar XKR GT                          | D     | 186   |
| 33 DNF | GT   | 99  | Jaguar RSR                        | Bruno Junqueira Kenny Wilden                         | Jaguar 5.0 L V8                        | D     | 186   |
| 34 DNF | GT   | 17  | Team Falken Tire (en)             | Wolf Henzler Bryan Sellers                           | Porsche 997 GT3-RSR                    | F     | 101   |
| 34 DNF | GT   | 17  | Team Falken Tire (en)             | Wolf Henzler Bryan Sellers                           | Porsche 4.0 L Flat-6                   | F     | 101   |
| 35 DNF | GTC  | 31  | Competition Motorsports           | Michael Avenatti (en) Bob Faieta Cort Wagner         | Porsche 911 GT3 Cup                    | Y     | 98    |
| 35 DNF | GTC  | 31  | Competition Motorsports           | Michael Avenatti (en) Bob Faieta Cort Wagner         | Porsche 4.0 L Flat-6                   | Y     | 98    |
| 36 DNF | GT   | 98  | Jaguar RSR                        | P. J. Jones (en) Rocky Moran Jr. (en)                | Jaguar XKR GT                          | D     | 5     |
| 36 DNF | GT   | 98  | Jaguar RSR                        | P. J. Jones (en) Rocky Moran Jr. (en)                | Jaguar 5.0 L V8                        | D     | 5     |